# لوريس أحمر نحيل
اللوريس الأحمر النحيل (Loris tardigradus) هو هباري ليلي صغير، يستوطن الغابات المطيرة بسريلانكا.